# خوسيه الكسندر أمايا
خوسيه الكسندر أمايا (بالإسبانية: José Alexander Amaya)‏ (4 يناير 1975 في السلفادور - ) هو لاعب كرة قدم سلفادوري في مركز الوسط. شارك مع منتخب السلفادور لكرة القدم. أما مع النوادي، فقد لعب مع نادي بكين سينوبو غوان ونادي أليانزا ‏ وإيسيدرو ميتابان ‏ وEstudiantes F.C. ‏ ونادي أكويلا.

## وصلات خارجية
- خوسيه الكسندر أمايا على موقع الاتحاد الدولي (مؤرشف)  (الإنجليزية)
- خوسيه الكسندر أمايا على موقع ناشيونال فوتبول تيمز (الإنجليزية)
- خوسيه الكسندر أمايا على موقع Soccerway.com (الإنجليزية)